# Expédition Suakin
L'expédition Suakin est l'une des deux expéditions militaires britanniques, dirigées par le major-général Gerald Graham (en), à Suakin au Soudan, avec l'intention de détruire le pouvoir du commandant militaire soudanais Osman Digma et de ses troupes pendant la guerre des mahdistes. La première expédition a lieu en février 1884 et la seconde en mars 1885.

## Première expédition
La première expédition, en février 1884, a conduit à plusieurs victoires britanniques notables, parmi lesquelles la deuxième bataille d'El Teb et la bataille de Tamai,.

## Seconde expédition
Après la chute de Khartoum le 26 janvier 1885, Graham dirige une deuxième expédition en mars 1885. Cette expédition est parfois appelée Suakin Field Force. Son but est de vaincre les forces mahdistes d'Osman Digma dans la région et de superviser et protéger la construction du chemin de fer Suakin-Berber. Une semaine après son arrivée à Suakin, l'expédition mène deux actions : la bataille de Hashin ou Hasheen le 20 mars et la bataille de Tofrek le 22 mars. 
La force britannique a ensuite été rejointe par le New South Wales Contingent (en), qui est arrivé à Suakin le 29 mars. Cependant, le gouvernement Gladstone décide d'abandonner à la fois le chemin de fer et sa campagne militaire au Soudan. Le général Graham et sa Suakin Field Force sont évacués de la ville portuaire le 17 mai 1885. Néanmoins, la Grande-Bretagne a maintenu une présence continue à Suakin entre 1886 et 1888, et le nouvellement breveté lieutenant-colonel Herbert Kitchener, y est nommé gouverneur général du Soudan oriental.